# Sint-Jozefkapel (Tielrode)

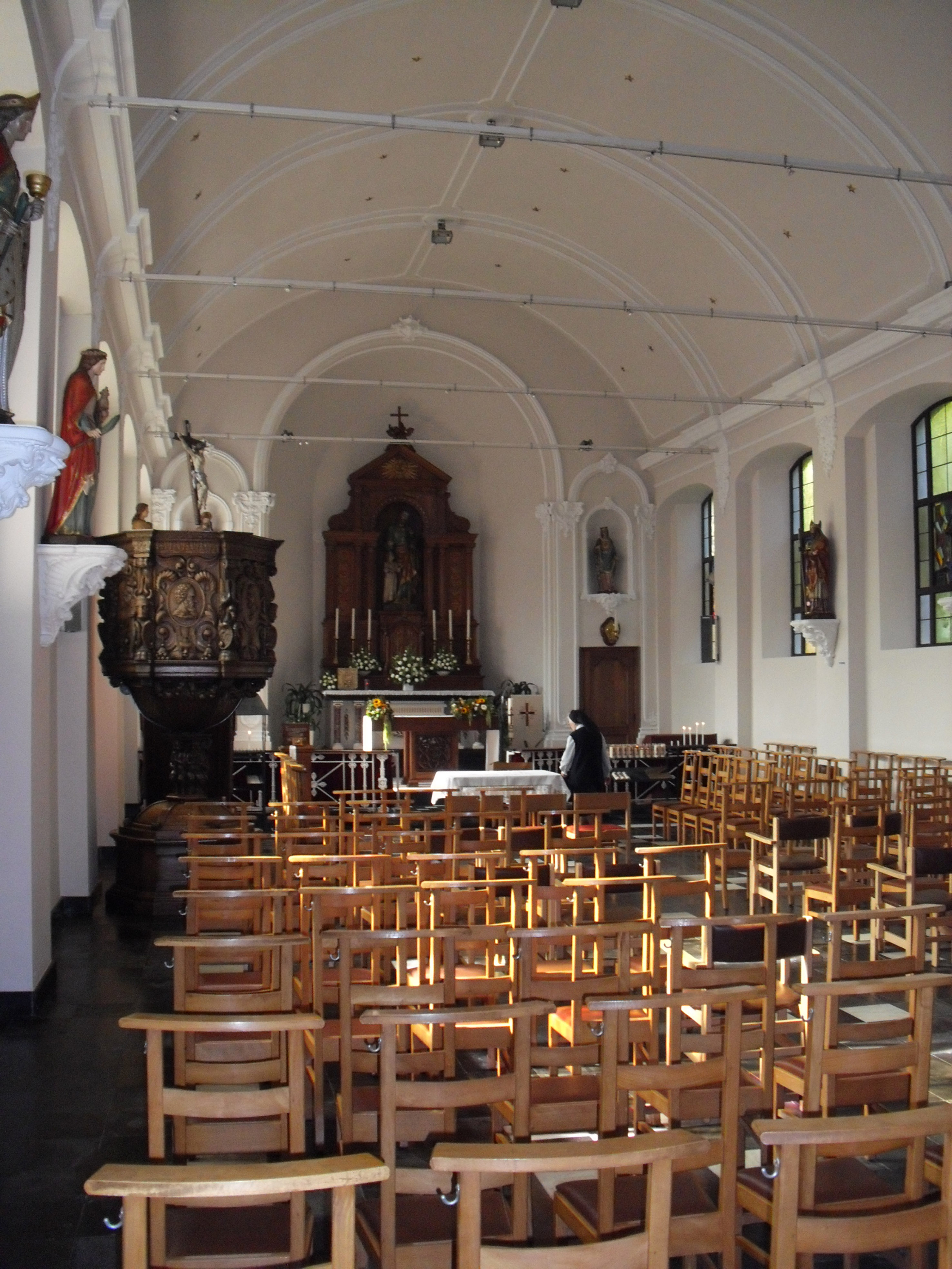
Interieur van de kapel

De Sint-Jozefkapel van het Belgische Tielrode is gelegen in de Sint-Jozefstraat, verbindingsweg tussen het huidige centrum van Tielrode en de rivier de Durme.
Deze thans eenbeukige kapel in rococostijl was in de 10e eeuw afhankelijk van de Abdij van Lobbes. Ze werd herbouwd in 1672 en werd de eerste parochiekerk van Tielrode. Ze bleef deze functie behouden tot in 1906, toen de Sint-Petruskerk werd gebouwd, iets verder weg van de Durme.

## Kerk wordt kapel
De Sint-Jozefkapel werd dan gedeeltelijk afgebroken, maar de middenbeuk werd behouden en herbouwd. Is ze geen parochiekerk meer, ze behoudt nog alle elementen ervan zoals een preekstoel, een toren met klok en een sacristie. Het kerkhof werd gesloten in 1882, in de plaats kwam (1903) er een ommegang met zeven kapellen. Het betreft de zeven smarten en zeven vreugden van de heilige Jozef. Eén kapel ervan werd geschonken door paus Pius X.
Vooral in de maand maart fungeert deze omgeving als een bedevaartsoord. In juli is er telkens een paardenzegening en paardenstoet. De kapel werd de laatste maal gerenoveerd in 1989.